# Cirrus (Wolke)

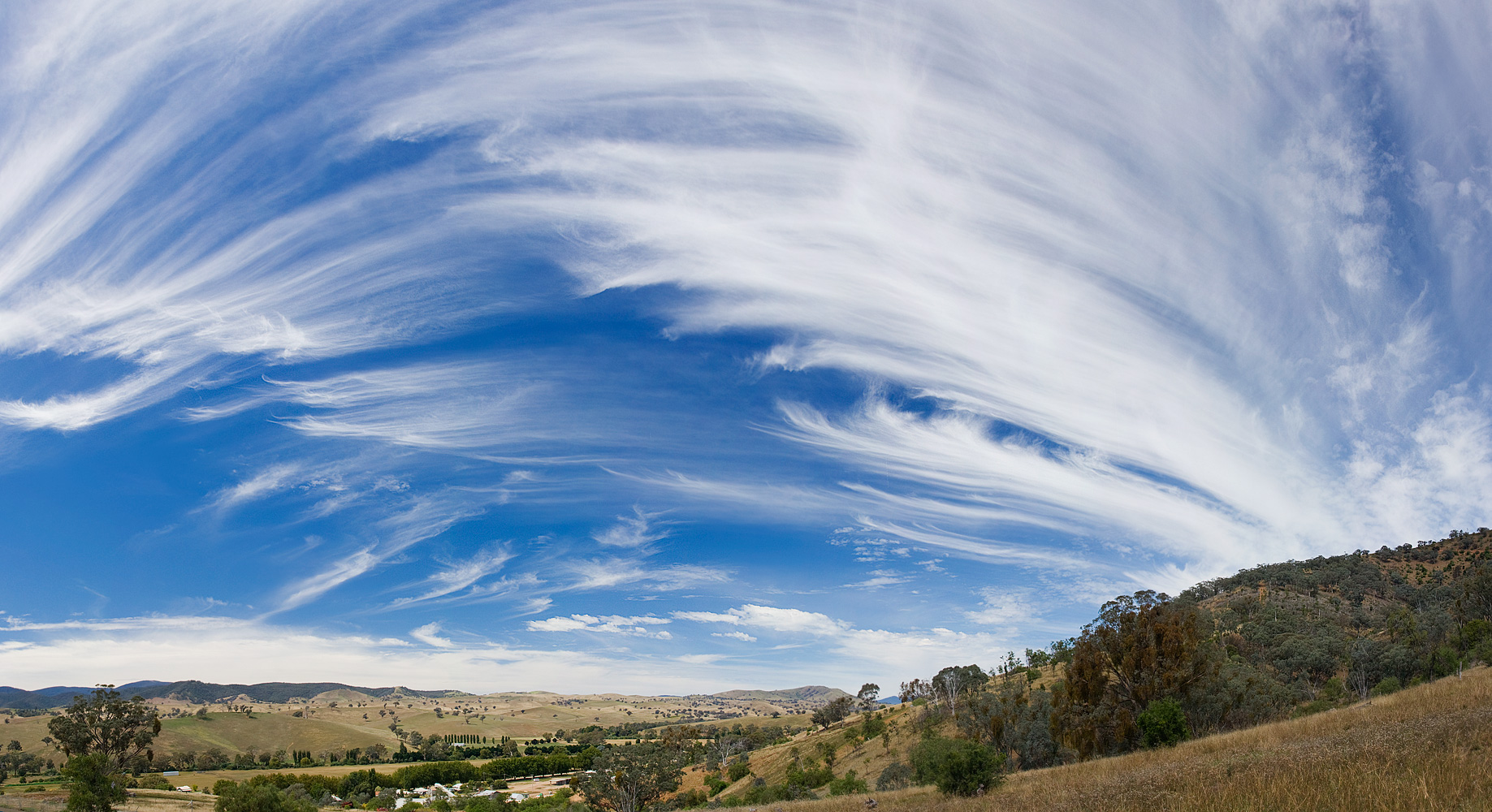
Cirrus spissatus (ci spi)

Ein Cirrus oder Zirrus (lat. cirrus „Haarlocke“, „Franse“; Abk.: Ci) ist eine reine Eiswolke in großer Höhe. Cirren (Cirruswolken) werden auch Federwolken genannt. Sie erscheinen als leuchtend weiße, zarte Fäden oder schmale Bänder mit einem seidigen Schimmer, deren Ränder meist durch die Höhenwinde ausgefranst sind.
Cirren treten häufig zusammen mit dem Cirrocumulus oder Cirrostratus auf. Falls sie sich verdichten und weite Cirrostratusflächen auftreten, kann dies als Vorzeichen einer Warmfront gewertet werden.

## Entstehung
Cirrus-Wolken entwickeln sich meist aus Virga-Bildungen von Cirrocumulus oder Altocumulus oder auch aus dem Oberteil einer Cumulonimbus-Wolke. Sie können aber auch bei der Umbildung ungleichförmiger Cirrostratus-Wolken durch Verdunstung der dünneren Teile entstehen. Cirrus-Büschel mit abgerundeten Gipfeln entstehen oft im wolkenfreien Raum. Durch die typische Höhe (8000–13000 m) des Auftretens dieser Wolken bestehen die Cirren aus feinen Eiskristallen.

## Aufbau und Erscheinungsform

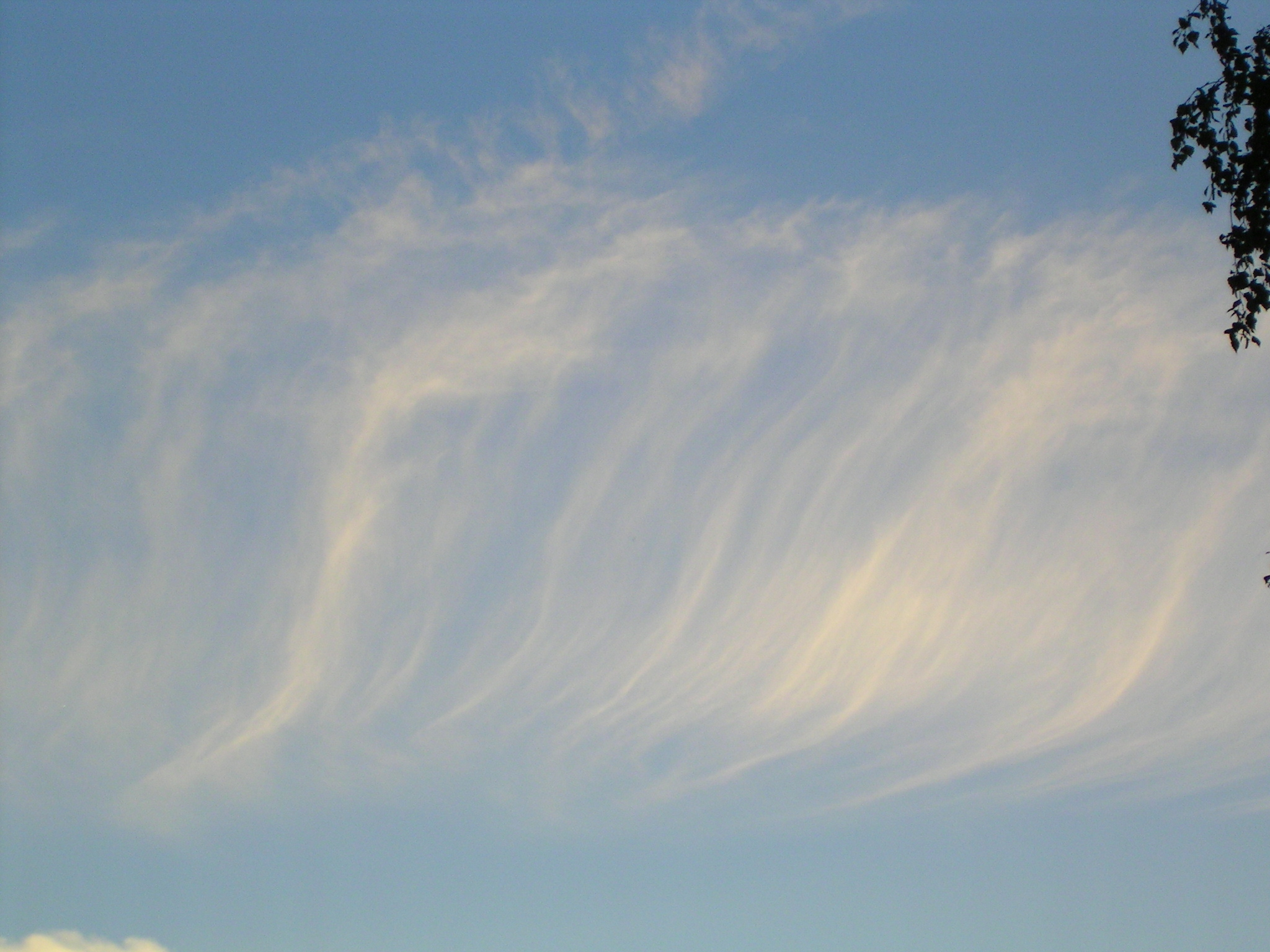
Cirrus fibratus (Ci fib)

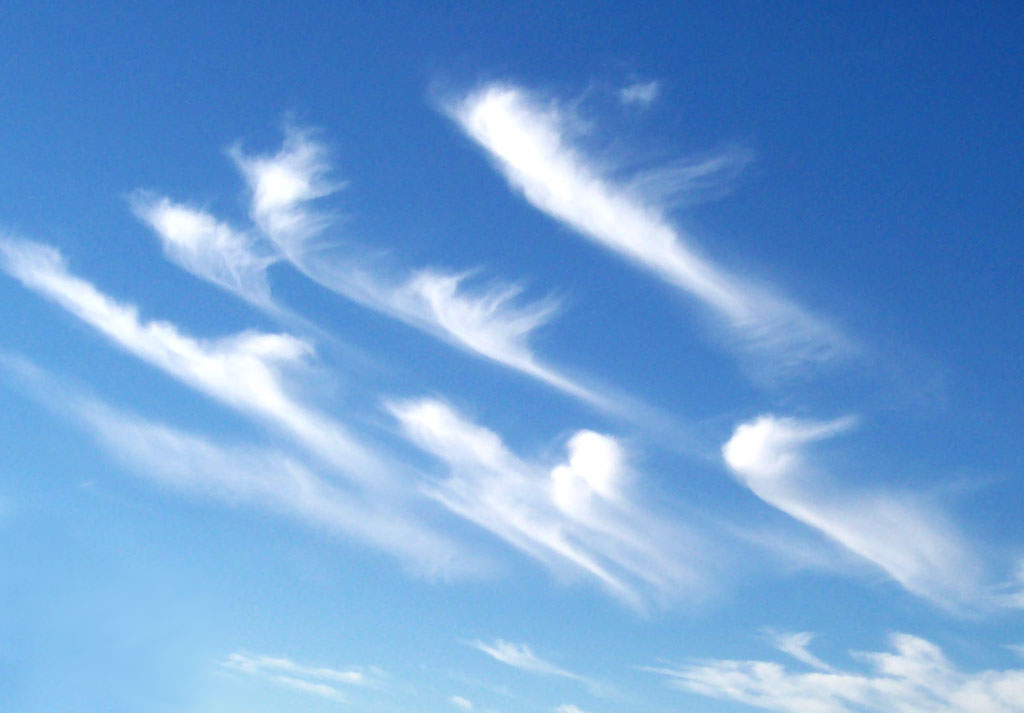
Cirrus uncinus (Ci unc)

Cirren können in Form dünner Fasern oder Fäden vorkommen (fibratus), die fast geradlinig, unregelmäßig gebogen oder scheinbar regellos miteinander verflochten sind (intortus). Die Fasern oder Fäden sind manchmal wie ein Komma gestaltet und enden in Hakenform oder in einem nicht-abgerundeten Büschel (uncinus). Cirrus tritt auch in Flecken auf, die so dicht sind, dass sie bei Blickrichtung gegen die Sonne schwach grau aussehen. Diese Art von Cirrus (spissatus) kann auch die Sonne verschleiern, ihre Umrisse undeutlich machen oder sie sogar völlig verdecken.
In selteneren Fällen tritt Cirrus auch in Form isolierter, kleiner, runder Büschel auf, die oft mit Schleppen versehen sind (floccus). Auch kleine abgerundete Türmchen bzw. Zinnen, die aus einer gemeinsamen Basis herauswachsen, sind möglich (castellanus). Die einzelnen Teile der Cirrus-Wolken sind manchmal in breiten, parallelen, gegen den Horizont scheinbar zusammenlaufenden Bändern angeordnet (radiatus).
Zu allen Tageszeiten sieht Cirrus, wenn er sich nicht zu nahe am Horizont befindet, weiß aus, sogar noch leuchtender als alle anderen Wolken desselben Himmelsgebietes. Dies liegt an der geringen optischen Dicke der Wolken. Befindet sich die Sonne am Horizont, so ist Cirrus weißlich, während tiefere Wolken gelb oder orange getönt sein können. Sobald die Sonne unter den Horizont sinkt, verfärbt sich hoch am Himmel stehender Cirrus gelb, dann rosa, rot und schließlich grau. In der Morgendämmerung ist die Farbfolge umgekehrt.
Cirrus in Horizontnähe nimmt häufig eine gelbliche oder orange Färbung an; diese Farbtönungen treten bei den tiefer gelegenen Wolkengattungen weniger deutlich hervor. Es können Halo-Erscheinungen vorkommen. Kreisförmige Halos erscheinen infolge der geringen Ausdehnung der Cirrus-Wolken kaum als geschlossener Ring.

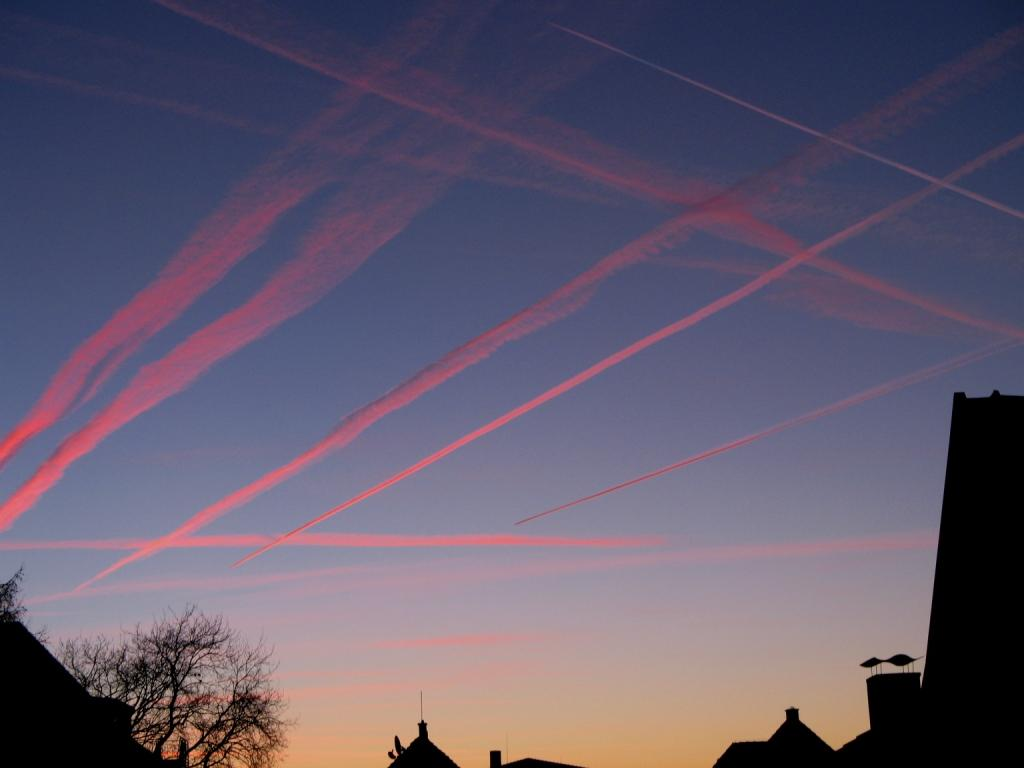
Kondensstreifen über Rheda-Wiedenbrück

Kondensstreifen werden zu den Cirruswolken gerechnet. Sie entstehen durch heißen Wasserdampf, der infolge der Verbrennungsvorgänge in Triebwerksturbinen von Düsenflugzeugen entsteht. Da die kalte dünne Luft in der Höhe von 7.000 bis 9.000 m, in der diese künstlichen Cirren auftreten, nicht viel Wasserdampf in Gasform aufnehmen kann, bilden sich aus dem Wasserdampfüberschuss Eisnadeln, und somit Wolken mit einer vergleichbaren Zusammensetzung wie natürlich entstandene Cirren.

## Unterschiede zu ähnlichen Wolken

### Cirrocumulus
Cirrus in rundlichen Büscheln oder in Form kleiner abgerundeter Türmchen oder Zinnen, die aus einer gemeinsamen Basis herauswachsen, kann mit Cirrocumulus von ähnlichem Aussehen verwechselt werden. Das Unterscheidungsmerkmal besteht darin, dass die Cirrus-Büschel oder -Türmchen, im Gegensatz zu denen der Cirrocumulus-Wolke, eine Breite von mehr als einem Grad haben, sofern sie in einem Winkel von mehr als 30 Grad über dem Horizont beobachtet werden.

### Cirrostratus

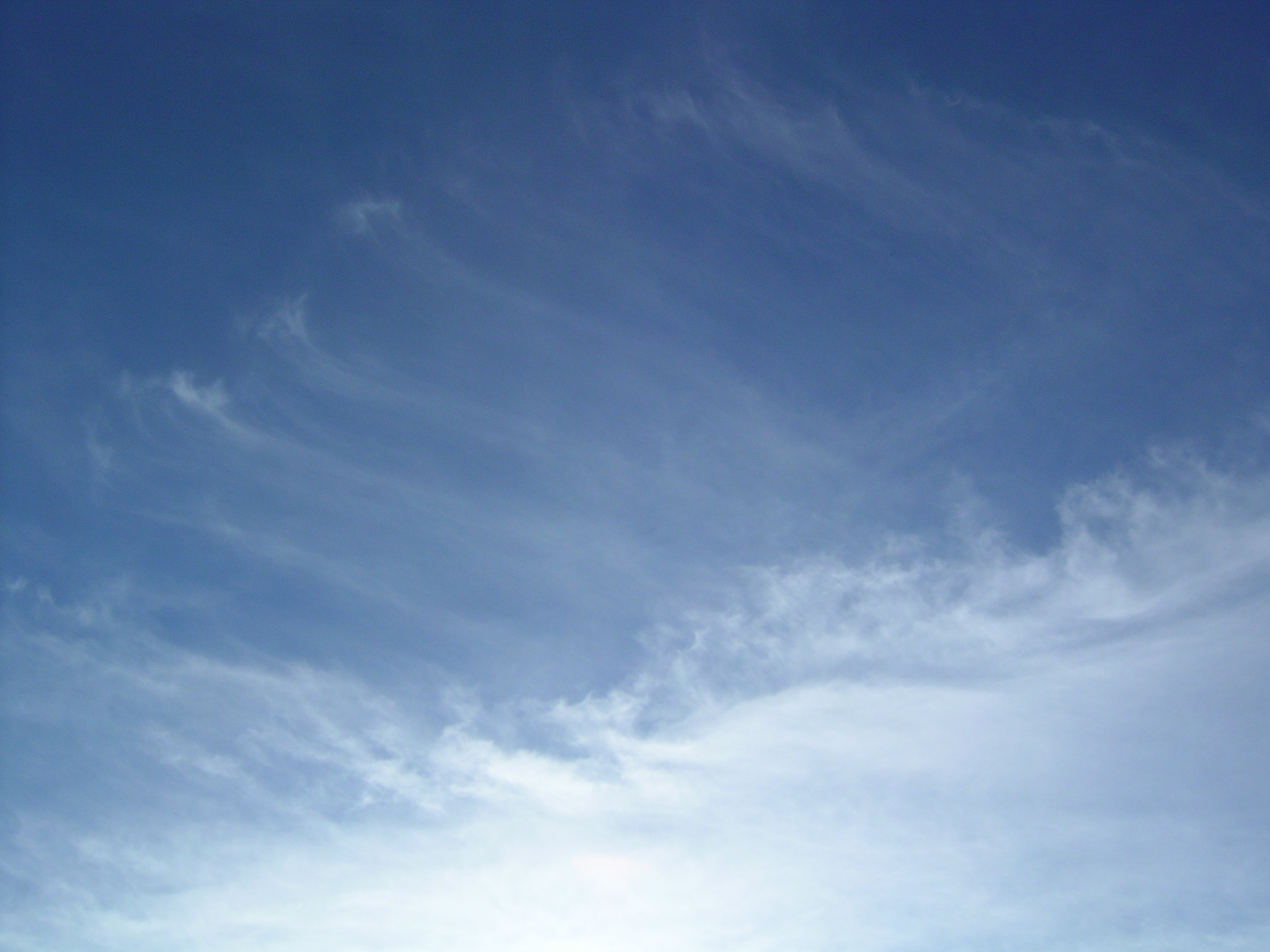
Cirren mit Cirrostratus unten rechts

Cirrus-Wolken unterscheiden sich von Cirrostratus durch ihre zusammenhanglose Struktur oder – wenn sie in Feldern oder Bändern verteilt sind – durch ihre geringe horizontale Erstreckung oder die geringe Breite ihrer zusammenhängenden Teile. Cirrus in Horizontnähe kann wegen der Perspektivwirkung manchmal schwer von Cirrostratus unterschieden werden.

### Altocumulus
Cirrus in rundlichen Büscheln oder in Form kleiner abgerundeter Türmchen oder Zinnen, die aus einer gemeinsamen Basis herauswachsen, unterscheidet sich von ähnlich aussehendem Altocumulus dadurch, dass seine Feinstruktur seidiger bzw. faseriger als die der Altocumulus-Wolke ist.

### Altostratus
Dichte Cirrus-Flecken unterscheiden sich von Altostratus-Flecken durch ihre geringe horizontale Erstreckung und ihre überwiegend weiße Färbung.